# Římskokatolická farnost Skrbeň
Římskokatolická farnost Skrbeň je územní společenství římských katolíků s farním kostelem svatého Floriána ve šternberském děkanátu olomoucké arcidiecéze.

## Historie farnosti
První písemnou zmínkou je zápis z roku 1174, kdy obec přešla do majetku olomoucké kapituly. Poté byla zhruba od 13. století do roku 1848 v držení drobné šlechty. 

## Bohoslužby
| Kostel           | Místo  | Bohoslužba (den) | Hodina     | Poznámka     |
| ---------------- | ------ | ---------------- | ---------- | ------------ |
| svatého Floriána | Skrbeň | neděle pátek     | 7.30 18.00 | Farní kostel |

## Duchovní správci
Od srpna 2018 je administrátorem excurrendo R. D. Mgr. Ondřej Jirout.

## Aktivity farnosti
Ve farnosti se pravidelně koná tříkrálová sbírka. V roce 2018 se při ní v obci Skrbeň vybralo 23 656 korun.